# Гозна
Гозна (пол. Gozna) — село в Польщі, у гміні Єнджеюв Єнджейовського повіту Свентокшиського воєводства.
Населення — 335 осіб (2011).
У 1975-1998 роках село належало до Келецького воєводства.

## Демографія
Демографічна структура на день 31 березня 2011 року:
|          | Загалом | Допрацездатний вік | Працездатний вік | Постпрацездатний вік |
| -------- | ------- | ------------------ | ---------------- | -------------------- |
| Чоловіки | 176     | 44                 | 109              | 23                   |
| Жінки    | 159     | 37                 | 80               | 42                   |
| Разом    | 335     | 81                 | 189              | 65                   |